# Liste d'exoplanètes du Lion
La liste d'exoplanètes du Lion recense les différentes planètes découvertes dans la constellation du Lion. Elles sont classées par ordre alphabétique dans un tableau triable selon le nom de leur étoile, leur nom, leur distance par rapport au Système solaire leurs caractéristiques physiques et orbitales, ainsi que leur méthode et année de découverte. Les planètes non-confirmées ou rejetées ayant été suffisamment notables pour avoir un article sont signalées par un fond rouge.
Pour les exoplanètes détectées uniquement par vitesses radiales, la valeur de la masse est en fait une limite inférieure (voir l'article Masse minimale pour plus d'informations).
Cette liste est dynamique en ce qu'elle évolue régulièrement et ne sera peut-être jamais complète. Vous pouvez la compléter en citant des sources fiables.
| Étoile | Nom | Distance (al) | Masse (MJ) | Rayon (RJ) | Période (jours) | Demi-grand axe (ua) | Temp. (K) | Découverte | Découverte |  |
| Étoile | Nom | Distance (al) | Masse (MJ) | Rayon (RJ) | Période (jours) | Demi-grand axe (ua) | Temp. (K) | Méthode    | Année      |  |
| ------ | --- | ------------- | ---------- | ---------- | --------------- | ------------------- | --------- | ---------- | ---------- |  |
|        |     |               |            |            |                 |                     |           |            | Année      |  |
|        |     |               |            |            |                 |                     |           |            |            |  |